# Diócesis de Hexham y Newcastle
La diócesis de Hexham y Newcastle (en latín: Dioecesis Hagulstadensis et Novacastrensis y en inglés: Roman Catholic Diocese of Hexham and Newcastle) es una circunscripción eclesiástica de la Iglesia católica en el Reino Unido. Se trata de una diócesis latina, sufragánea de la arquidiócesis de Liverpool. Desde el 14 de junio de 2023 su obispo es Stephen James Lawrence Wright.

## Territorio y organización

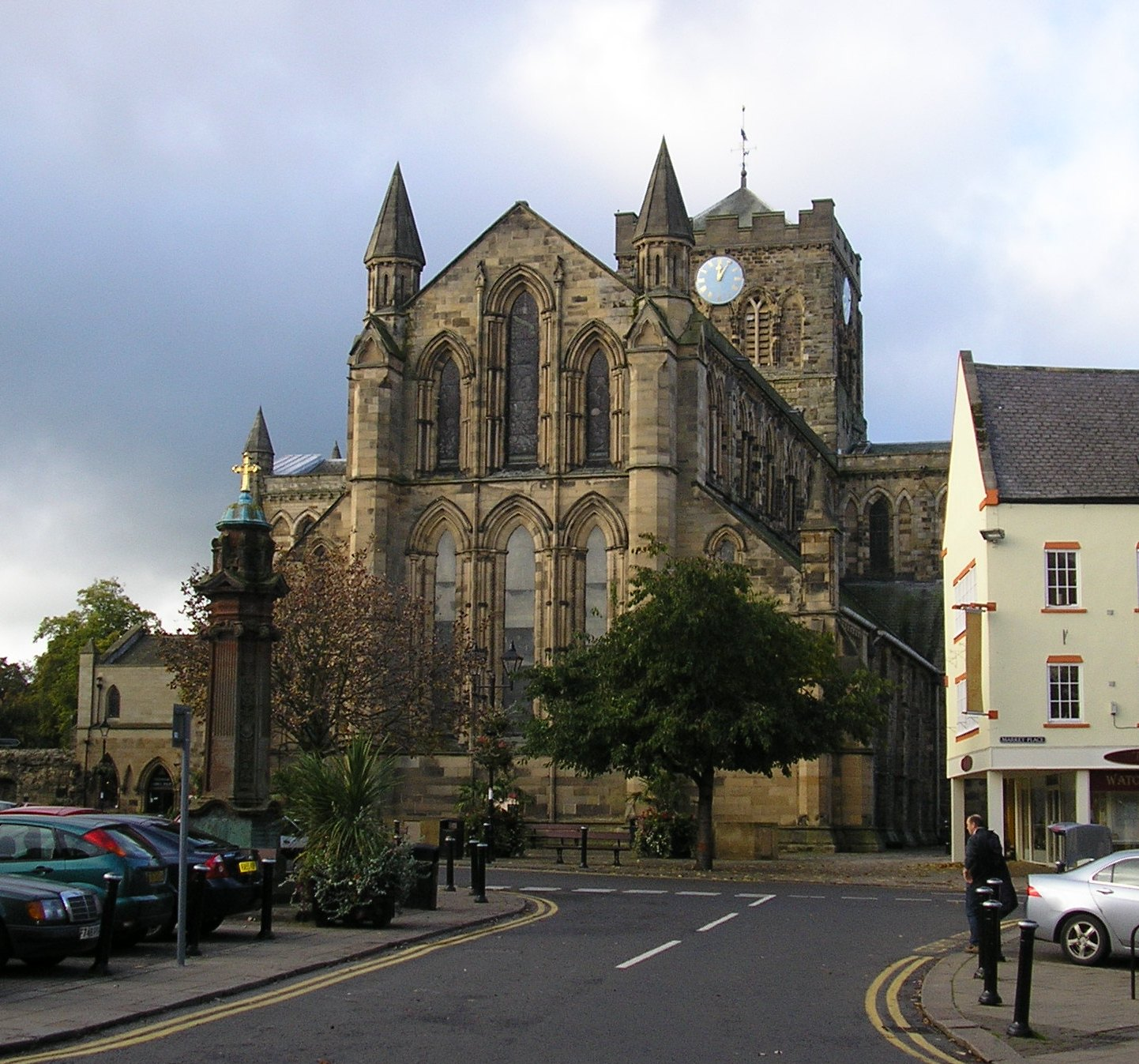
Iglesia anglicana de la abadía de Hexham

La diócesis tiene 8722 km² y extiende su jurisdicción sobre los fieles católicos de rito latino residentes en parte de Inglaterra, comprendiendo los condados de: Northumberland, Tyne y Wear (creado en 1974 con parte de Northumberland) y Durham.
La sede de la diócesis se encuentra en la ciudad de Newcastle upon Tyne, en donde se halla la Catedral de Santa María. En Hexham se encuentra la abadía de San Andrés, del siglo XII, construida sobre un antiguo monasterio, que fue la sede de la antigua diócesis de Hexham que desapareció con las invasiones vikingas en el siglo IX. La abadía pertenece a la Iglesia de Inglaterra desde la Reforma anglicana del siglo XVI.
En 2023 en la diócesis existían 133 parroquias agrupadas en 5 decanatos: Northumberland, Newcastle and North Tyneside, South Tyneside and Gateshead, Sunderland and Durham y Cleveland and South Durham.

## Historia

### Antecedentes
La diócesis de Hexham fue erigida en 678 a través de la división de la arquidiócesis de York, de acuerdo con la política religiosa de Teodoro de Canterbury, cuyo objetivo era erigir varias diócesis para afirmar el catolicismo en la isla. Se desconocen las verdaderas causas de la desaparición de la diócesis anglosajona de Hexham. Las incursiones devastadoras de los vikingos daneses a mediados del siglo IX fueron fundamentales para la supresión de la diócesis, cuyo territorio pasó a la diócesis de Lindisfarne después de 821. La iglesia de la abadía de Hexham fue incendiada por los vikingos en 875, lo que probablemente provocó el fin de la vida monástica en la ciudad. Durante el resto de la Edad Media, el territorio de la diócesis suprimida estuvo sujeto a la jurisdicción de la diócesis de Durham, donde los obispos de Lindisfarne trasladaron su residencia en 995.

### Vicariato apostólico del Distrito Septentrional
Después del período isabelino, en el que los católicos debieron enfrentar persecución y discriminación debido a las leyes penales y el beato Tomás Percy fue martirizado, el 20 de enero de 1688, mediante la bula Super cathedram, el papa Inocencio XI dividió el vicariato apostólico de Inglaterra (hoy arquidiócesis de Westminster) en 4 vicariatos, incluido el vicariato apostólico del Distrito Septentrional.
Debido al aumento del número de católicos en toda Inglaterra, la Santa Sede decidió el 3 de julio de 1840 crear 4 nuevos vicariatos apostólicos mediante el breve Muneris apostolici del papa Gregorio XVI. El vicariato apostólico del Distrito Septentrional cedió parte de su territorio para la erección de los vicariatos apostólicos del Distrito de Lancashire (hoy arquidiócesis de Liverpool) y del Distrito de Yorkshire (desde 1850 diócesis de Beverley).
Después de estas cesiones, el territorio del vicariato apostólico se redujo a 4 condados: Northumberland, Westmorland, Cumberland y Durham. Los vicarios apostólicos residían en Old Elvet en las afueras de Durham.

### Restauración de la diócesis
El papa Pío IX el 29 de septiembre de 1850 emitió el breve Universalis Ecclesiae, con el que restauró la jerarquía católica en Inglaterra. El vicariato apostólico del Distrito Septentrional fue elevado a diócesis con el antiguo nombre de Hexham, sufragánea de la arquidiócesis de Westminster. La nueva diócesis incluía el mismo territorio que el vicariato apostólico anterior. Por sugerencia del primer obispo, William Hogarth, la nueva diócesis recibió el nombre de Hexham, aunque la catedral estaba en Newcastle upon Tyne. Sin embargo, el 23 de mayo de 1861 la sede se trasladó a Newcastle upon Tyne y la diócesis asumió su nombre actual.
Con motivo de la reestructuración de las provincias eclesiásticas de Inglaterra y Gales, la diócesis de Hexham y Newcastle se convirtió en sufragánea de la arquidiócesis de Liverpool el 28 de octubre de 1911 mediante la bula Si qua est del papa Pío X.
El 22 de noviembre de 1924 cedió los condados de Cumberland y Westmorland para la erección de la diócesis de Lancaster mediante la bula Universalis Ecclesiae del papa Pío XI.

## Estadísticas
Según el Anuario Pontificio 2024 la diócesis tenía a fines de 2023 un total de 220 077 fieles bautizados.
| Año                                                                             | Población            | Población | Población      | Sacerdotes | Sacerdotes    | Sacerdotes    | Bautizados por sacerdote | Diáconos permanentes | Religiosos | Religiosos | Parroquias |
| Año                                                                             | Bautizados católicos | Total     | % de católicos | Total      | Clero secular | Clero regular | Bautizados por sacerdote | Diáconos permanentes | Varones    | Mujeres    | Parroquias |
| ------------------------------------------------------------------------------- | -------------------- | --------- | -------------- | ---------- | ------------- | ------------- | ------------------------ | -------------------- | ---------- | ---------- | ---------- |
| 1949                                                                            | 247 234              | 2 242 700 | 11.0           | 349        | 329           | 20            | 708                      |                      | 66         | 559        | 148        |
| 1969                                                                            | 282 659              | 2 256 800 | 12.5           | 398        | 359           | 39            | 710                      |                      | 76         | 551        | 177        |
| 1980                                                                            | 270 000              | 2 379 000 | 11.3           | 330        | 293           | 37            | 818                      | 1                    | 99         | 511        | 180        |
| 1990                                                                            | 248 862              | 2 394 000 | 10.4           | 302        | 265           | 37            | 824                      | 3                    | 86         | 284        | 180        |
| 1999                                                                            | 240 457              | 2 250 000 | 10.7           | 251        | 219           | 32            | 957                      | 3                    | 58         | 227        | 188        |
| 2000                                                                            | 243 183              | 2 200 000 | 11.1           | 248        | 216           | 32            | 980                      | 2                    | 47         | 216        | 178        |
| 2001                                                                            | 228 184              | 2 200 000 | 10.4           | 249        | 219           | 30            | 916                      | 1                    | 41         | 213        | 180        |
| 2002                                                                            | 211 200              | 2 200 000 | 9.6            | 242        | 215           | 27            | 872                      | 1                    | 36         | 206        | 185        |
| 2003                                                                            | 223 060              | 2 515 442 | 8.9            | 223        | 206           | 17            | 1000                     | 2                    | 25         | 205        | 182        |
| 2004                                                                            | 219 314              | 2 241 491 | 9.8            | 230        | 206           | 24            | 953                      | 2                    | 36         | 196        | 183        |
| 2006                                                                            | 217 084              | 2 233 720 | 9.7            | 207        | 194           | 13            | 1048                     | 9                    | 26         | 179        | 182        |
| 2013                                                                            | 181 193              | 2 233 720 | 7.8            | 181        | 159           | 22            | 1001                     | 26                   | 27         | 105        | 170        |
| 2016                                                                            | 168 800              | 2 323 200 | 7.3            | 175        | 156           | 19            | 964                      | 29                   | 21         | 86         | 156        |
| 2019                                                                            | 167 568              | 2 323 200 | 7.2            | 167        | 149           | 18            | 1003                     | 38                   | 19         | 84         | 149        |
| 2021                                                                            | 172 560              | 2 393 575 | 7.2            | 159        | 139           | 20            | 1085                     | 39                   | 23         | 78         | 146        |
| 2023                                                                            | 220 077              | 2 366 422 | 9.3            | 141        | 116           | 25            | 1560                     | 42                   | 27         | 59         | 133        |
| Fuente: Catholic-Hierarchy, que a su vez toma los datos del Anuario Pontificio. |                      |           |                |            |               |               |                          |                      |            |            |            |

## Episcopologio

### Vicarios apostólicos del Distrito Septentrional
- James Smith † (28 de enero de 1688-13 de mayo de 1711 falleció)
- George Witham † (6 de abril de 1716-16 de abril de 1725 falleció)
- Thomas Dominic Williams † (11 de diciembre de 1725-3 de abril de 1740 falleció)
- Edward Dicconson † (6 de octubre de 1740-24 de abril de 1752 falleció)
- Francis Petre † (5 de mayo de 1752 por sucesión-24 de diciembre de 1775 falleció)
- William Walton † (24 de diciembre de 1775 por sucesión-26 de febrero de 1780 falleció)
- Matthew Gibson † (17 de junio de 1780-17 de mayo de 1790 falleció)
- William Gibson † (10 de septiembre de 1790-2 de junio de 1821 falleció)
- Thomas Smith † (2 de junio de 1821 por sucesión-30 de julio de 1831 falleció)
- Thomas Penswick † (30 de julio de 1831 por sucesión-28 de enero de 1836 falleció)
- John Briggs † (28 de enero de 1836 por sucesión-3 de julio de 1840 nombrado vicario apostólico del Distrito de Yorkshire)
- Francis George Mostyn † (22 de septiembre de 1840-11 de agosto de 1847 falleció)
- William Riddell † (11 de agosto de 1847 por sucesión-2 de noviembre de 1847 falleció)
- William Hogarth † (28 de julio de 1848-29 de septiembre de 1850 nombrado obispo de Hexham)

### Obispos de Hexham (sede restaurada) y luego de Hexham y Newcastle

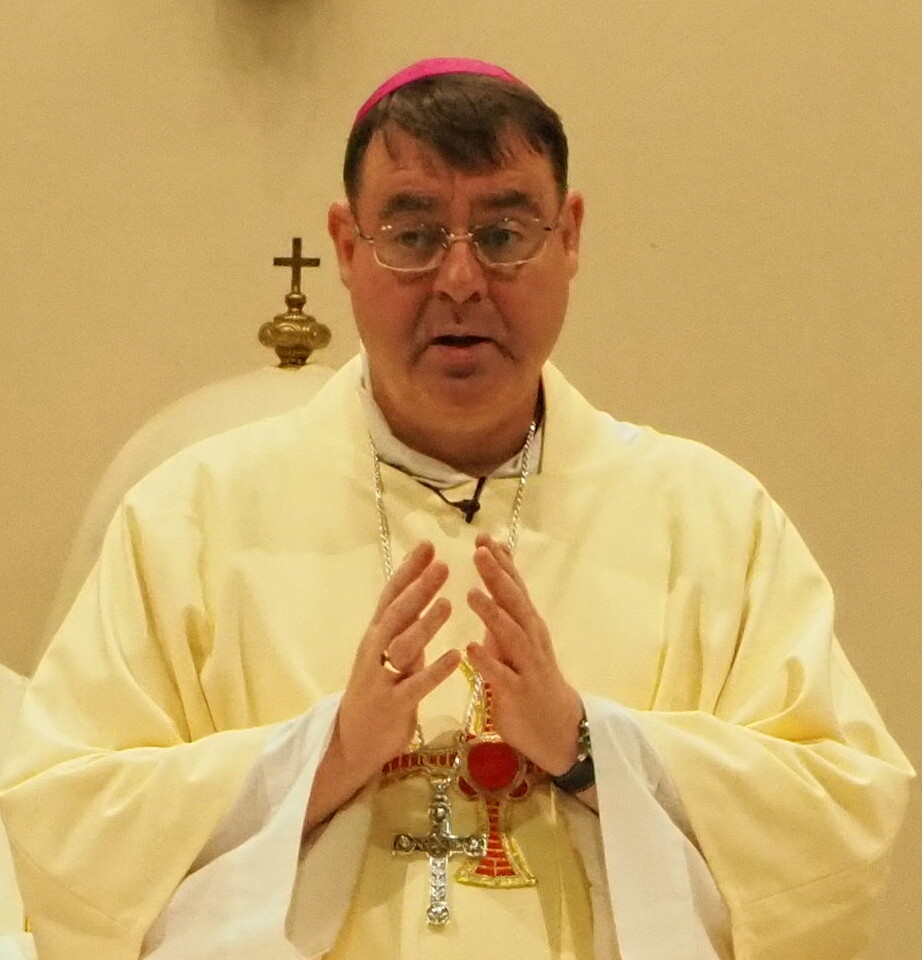
Stephen James Lawrence Wright, obispo de Hexham y Newcastle desde 2023

- William Hogarth † (29 de septiembre de 1850-29 de enero de 1866 falleció)
- James Chadwick † (12 de agosto de 1866-14 de mayo de 1882 falleció)
- John William Bewick † (25 de septiembre de 1882-29 de octubre de 1886 falleció)
- Henry O'Callaghan † (1 de octubre de 1887-19 de septiembre de 1889 renunció[nota 2])
- Thomas William Wilkinson † (28 de diciembre de 1889-17 de abril de 1909 falleció)
- Richard Collins † (21 de junio de 1909-9 de febrero de 1924 falleció)
- Joseph Thorman † (18 de diciembre de 1924-7 de octubre de 1936 falleció)
- Joseph McCormack † (30 de diciembre de 1936-2 de marzo de 1958 falleció)
- James Cunningham † (1 de julio de 1958-16 de mayo de 1974 renunció)
- Hugh Lindsay † (12 de diciembre de 1974-11 de enero de 1992 renunció)
- Michael Ambrose Griffiths, O.S.B. † (11 de enero de 1992-26 de marzo de 2004 retirado)
- Kevin John Dunn † (26 de marzo de 2004-1 de marzo de 2008 falleció)
- Séamus Cunningham (9 de enero de 2009-4 de febrero de 2019 retirado)
- Robert Byrne, C.O. (4 de febrero de 2019-12 de diciembre de 2022 renunció)[nota 3]
- Stephen James Lawrence Wright, desde el 14 de junio de 2023